# Real Sound: Kaze no Regret
Real Sound ~Kaze no Regret~ (リアルサウンド 〜風のリグレット〜, Riaru Saundo ~Kaze no Riguretto~)  est un jeu audio développé par Warp et publié par Sega en 1997 sur Sega Saturn. Il est ensuite porté au Dreamcast en 1999.
Kaze no Regret a la particularité de n'utiliser aucune représentation visuelle; tout est sonore, y compris l'écran titre. Le format a des similarités avec le théâtre radiophonique, puisque le contenu est scénaristique, mais le réalisateur Kenji Iino prend ses distances de l'environnement contraignant d'une pièce de théâtre et met en avant-plant une atmosphère auditive qui englobe et dépeint chaque scène. Iino tente de créer un naturalisme sonore : tous les sons dans le jeu sont des enregistrements binauraux et aucune synthèse sonore n'est employée. Les scènes sont entrecoupées par la bande-son originale et l'environnement est dépeint à chaque début de scène pour faire place à un dialogue qui mène du son au mot sans pour autant tomber dans les conventions du théâtre.
« 「どんなリアルなCGよりも、どんなに上手な写真よりも、その人の頭の中にある「思い出の川」は美しく流れ、「あの娘」の笑顔は輝いているのではないでしょうか。
そんなことを考え、今回はみなさんの想像力を信じて＜音だけの作品＞を創ってみました。
これでまた、ゲームがおもしろくなりますね。」 »
— 飯野健二（Kenji Iino)

« Plus que n'importe quelle image numérique réaliste, plus que n'importe quelle photo réussie, la « rivière des souvenirs » qui coule dans la tête d'une personne est magnifique; la fille de nos rêves n'y a-t-elle pas un sourire étincelant ?
Dans cette optique, nous avons tenté d'emprunter votre imagination pour créer une œuvre d'art entièrement sonore.
Voilà qui rend le jeu plus intéressant, n'est-ce pas ? »

## Contenu du jeu
Le jeu a été conçu pour offrir un accès égal aux joueurs voyants et aveugles. Bien que Kaze no Regret soit en grande partie passif, l'aspect ludique y est considérable : des fonctionnalités rappelant la série Sound Novel de Chunsoft font leur apparition. Le joueur est confronté à plusieurs choix qui changent le déroulement et la fin de l'histoire. À chaque point de divergence dans l'histoire, une clochette sonne et un choix peut être sélectionné.
L'histoire se déroule au gré de chaque action sélectionnée et chaque choix peut être entendu à l'aide des touches directionnelles. Parmi les choix qui conduisent à une action, il y a deux types de choix : les choix scéniques (シーン分岐選択肢) qui influencent directement l'histoire et les choix paramétrisants (パラメータ選択肢) qui n'influencent pas directement l'histoire. Les choix paramétrisants modifient les sentiments quantifiés du protagoniste et font en sorte que le contenu final du jeu ait des changements concordants.
Puisque le jeu est sauvegardé automatiquement, le jeu reviendra à la dernière scène écoutée même si le courant est coupé.

## Histoire derrière la production

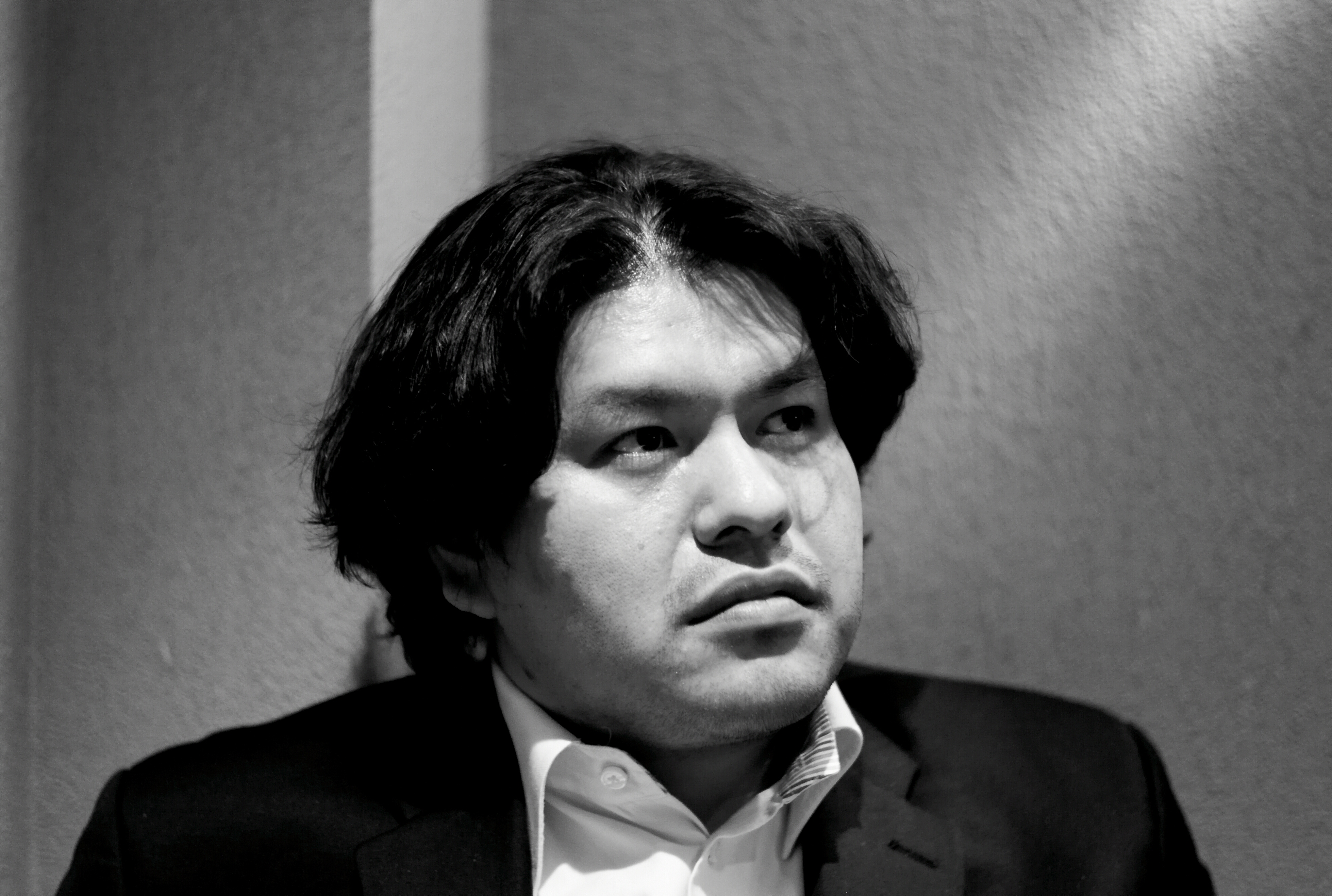
Le président de Warp et réalisateur de Kaze no Regret, Kenji Iino

Kenji Iino a créé le jeu après avoir reçu de nombreuses lettres de remerciements de la part de fans aveugles de ses jeux au Japon. Iino a rendu visite à un certain nombre de ses fans malvoyants pour apprendre comment il se fait que les aveugles puissent jouer à des jeux d'action visuellement riches.

Dans une interview accordée à 1Up en 2008, Iino a déclaré: 

« J'ai eu l'occasion de rendre visite à des personnes malvoyantes et j'ai appris qu'il y a des aveugles qui jouent aux jeux d'action. Bien sûr, [les aveugles ne sont] pas capables de vivre pleinement l'expérience, et ils essaient de se forcer à jouer, mais ils font l'effort. J'ai donc pensé que si l'on éteint l'écran, un aveugle et moi entendons tous les deux le jeu. Ainsi, une fois le jeu terminé, on peut en parler avec une personne aveugle sur un pied d'égalité. C'est ce qui a inspiré Real Sound ~Kaze no Regret~. »

Iino était si enthousiaste à propos du projet qu'il a utilisé son influence de concepteur de jeux reconnu pour négocier avec Sega de telle sorte qu'en échange des droits exclusifs du jeu, Sega ferait don de mille Sega Saturns aux personnes aveugles. Iino, à son tour, a ensuite fait don de mille exemplaires de Kaze no Regret en même temps que les consoles de jeu. En expliquant pourquoi le jeu n'a été réédité qu'une seule fois malgré l'intérêt apparent pour le titre, Iino a déclaré : « Cela fait plusieurs années maintenant, et bien sûr le contrat n'est probablement plus valable, mais la raison pour laquelle je n'ai rien fait avec ce jeu est que j'ai fait cette promesse avec Sega à l'époque, et c'est exclusif à cause de ces conditions ».
Le jeu met en scène un certain nombre de personnages secondaires qui utilisent les talents vocaux de personnes telles que Miho Kanno et Ai Maeda. La musique a été composée et interprétée par Keiichi Suzuki (connu plus tard pour Zatōichi et la trilogie d'Outrage) et Akiko Yano a composé le thème final, le jeu a été écrit par Yūji Sakamoto, qui a ensuite écrit Crying Out Love in the Center of the World avec Isao Yukisada.

## Développement
Scénario
Le projet a débuté après « D no Shokutaku » (1995) et l'idée d'un « jeu sans images » était déjà considérée avant la production de « Enemy Zero » (1996). Iino se rend compte que puisqu'il s'agit d'un jeu sans images, le dialogue sera important : il envisage donc d'engager un scénariste. Par pure coïncidence, le scénariste Yūji Sakamoto, qui jouait à « D no Shokutaku » à l'époque, cherchait à s'approcher du créateur du jeu, ce qui a donné lieu à une interview avec Iino. Pendant l'interview, Iino a parlé de son idée pour le film et Sakamoto a accepté d'écrire le scénario.
Le scénario est écrit en grande partie lors d'un voyage que Sakamoto et Iino entreprirent à l'île d'Iki et à la ville d'Onomichi. Le scénario est écrit pour ne pas dire explicitement où les scènes se déroulent : la plupart du temps, seul l'environnement sonore dévoile l'endroit. Sakamoto avait rédigé le scénario dans un style qui ne relevait ni du cinéma ni du théâtre en y incorporant l'idée que le son pouvait amplement être descriptif.
En 2013, à l'occasion du décès d'Iino, Sakamoto a publié le scénario en entier sur Internet, dans un format Aozora Bunko.
Musique
Dès le début, Iino a envisagé de demander à Keiichi Suzuki de s'occuper de la musique, et bien que Suzuki ait été intrigué par l'idée, il a accepté la production, mais comme il n'y avait pas d'instructions spécifiques du côté de Iino, et comme il n'y avait pas d'images et seulement un script, il a eu du mal à créer la musique. Iino et Suzuki ont décidé ensemble où mettre la musique qu'ils avaient créée, et alors que la musique aurait dû être insérée au bon endroit dans un feuilleton télévisé normal, ils ont délibérément décidé de ne pas la mettre au bon endroit. De plus, la durée du jeu était inférieure à une heure avec le seul son des acteurs, mais en y ajoutant la musique, la durée totale a été portée à 3,5 heures.
Seiyū
L'acteur qui a joué Nonomura, Kashiwabara Takashi, a déclaré que Iino lui avait demandé de jouer un rôle différent de ce qu'il était habitué : Iino voulait qu'il parle comme il parle dans ses conversations quotidiennes et non comme un seiyū, ce qu'il avait eu beaucoup de mal à faire.
Iino a déclaré que la personne qui était la plus engagée dans son rôle était Miho Kanno, il était impressionné par sa ferveur : pendant une scène où Kanno devait pleurer à chaude larme et qui durait 15 minutes (Iino ne voulait pas couper la scène), Iino n'était pas satisfait et la fit rejouer plusieurs fois. Il commençait à se faire tard et Iino pensait que la dernière reprise était assez bonne et ne voulait pas demander plus de Kanno qu'il croyait fatiguée. À sa grande surprise, elle s'est fâchée après lui en disant : « Non ! Je ne suis pas satisfaite, refaisons-le encore. ». Iino avait choisi Kanno sans même la connaître, en écoutant des casettes vidéo les yeux fermés, parce qu'il cherchait la meilleure voix sans se soucier des apparences.
Cependant, Iino a aussi noté qu'au début de l'enregistrement, beaucoup de gens ne tenaient pas à leur rôle et n'avaient aucun enthousiasme; il les a tous viré d'un coup sec.
La quantité de matériel scénarisé était environ trois fois supérieure à celle d'un film normal.
Enregistrement
En ce qui concerne l'enregistrement, l'ingénieur de son Masayoshi Ōkawa a déclaré que c'était « un travail très intéressant mais demandant » et qu'il devait dormir deux à trois heures par jour pendant de nombreux jours. Quatre cabines d'enregistrement ont été installées pour l'enregistrement, avec une grande salle pour les scènes situés dans des grands espaces comme le gymnase et une petite salle pour les scènes dans de petits espaces comme les voitures. En outre, tous les effets sonores du film ont été enregistrés en direct, et même dans les scènes où il n'y a pas de son, comme dans les tunnels, ils ont réellement été enregistrés dans les tunnels. Les effets sonores ont été enregistrés à l'aide d'un microphone en forme de tête humaine appelé « Aachener Kopf » et d'un système sonore appelé « Q Sound » pour créer un son tridimensionnel.
Conçu en ayant en tête une série, le jeu est sorti comme premier opus, ayant le thème de l'amour. Ce premier opus, « Kaze no Regret », sort le 18 juillet 1997 sur le Sega Saturn. Il est également porté au Dreamcast le 11 mars 1999. La version Dreamcast offre un mode visuel optionnel avec des arrière-plans statiques.
Une version radiophonique du jeu a été diffusée sur Tokyo FM (réseau national) en septembre 1997. Il s'agissait d'une version radiophonique spéciale du jeu sans choix, montée pour la radio.
Le slogan publicitaire du jeu est : « Le premier amour attend de l'autre bord de ce ciel. » (初恋があの空の向こうで待っている).

## Histoire
Quand Hiroshi Nonomura était à l'école primaire, la fille assise à côté de lui lui fait part qu'elle sera transferée vers une nouvelle école après les vacances d'été. Nonomura promet de s'enfuir avec elle, mais la fille ne se présentera jamais à la tour de l'horloge où ils étaient censés se rencontrer. Elle sera transférée vers une nouvelle école peu après.
Les années passent et Nonomura rencontre son premier amour lorsequ'il est lycéen, Sakurai Sensui, et ils commencent à se fréquenter. Quand il est maintenant étudiant à l'université, elle le réveille et le présente au responsable des ressources humaines de son entreprise, mais sur le chemin de l'entretien, elle descend soudainement du métro et disparaît...

### Lieux où se déroule l'histoire
L'histoire se déroule à une multitude d'endroits à commencer par le village d'Akumi (阿久美町, akumi-chō) là où Nonomura est né et a grandi, la tour de l'horloge (時計台), les bains de mer (海水浴場), le mont Okozuchi (おこづち山), la colline Mibunri (未分里坂) et le pont Akane (あかね橋).

## Personnages
Hiroshi Nonomura (野々村博司, Nonomura Hiroshi)
Seiyū - Takashi Kawashibara
Un étudiant universitaire qui hésite de travailler. Il se rend dans son village natal, Akumi, à la recherche de sa petite amie disparue, Sensui Sakurai.
Nana Takamura (高村菜々, Takamura Nana)
Seiyū - Miho Kanno
Une fille mystérieuse qui garde un oiseau appelé Tsugumi (ツグミ) . Elle ramasse par terre l'agenda de Sakurai Sensui et decide de le rendre à son propriétaire. Arrivée à son appartement, elle rencontre Nonomura. Par la suite, elle sera aux côtés de Nonomura.
Sensui Sakurai (桜井泉水, Sakurai Sensui)
Seiyū - Ryōko Shinohara
La petite amie de Hiroshi Nonomura. Après avoir été diplômé d'un tanki daigaku (junior college), elle travaillait pour une entreprise à Tokyo lorsqu'elle disparaît soudainement.
Ami (麻美, Ami)
Seiyū - Nae Yūki
La camarade de classe de Nonomura à l'école primaire. Elle est enseignante stagiaire à Akumi.
Garçon (少年)
Seiyū - Tōru Suehiro
Fille (少女)
Seiyū - Ai Maeda
Sonokawa (園川, Sonokawa)
Seiyū - Masahiro Kiyota
Tamagi (玉木, Tamagi)
Seiyū - Akifumi Yamaguchi
Le camarade de classe de Nonomura au collège. Il dirige une société immobilière à Akumi.
Miyake (三宅, Miyake)
Seiyū - Masahiro Toda
Narration
Seiyū - Naoko Nakamura

### Apparitions d'affection (友情出演)
- Kazutoshi Iida (Yūgen-gaisha Parham, 有限会社パーラム）
- Yutaka Saitō （Kabushiki-gaisha Open Book 9003, 株式会社オープンブック9003）

## Fiche technique
- Production et droits d'auteur : Kabushiki-gaisha Warp
- Réalisateur/Planificateur/Producteur : Kenji Iino
- Scénariste : Yūji Sakamoto
- Compositeur : Keiichi Suzuki
- Planification : Shū Watanabe
- Programmation : Naoya Satō
- Collaborateur : Katsutoshi Eguchi
- Assistance au casting : Keiko Yagi et Reiko Izumisawa
- Studio d'enregistrement
  - Sound Valley Yotsuya
    - Ingénieurs du son : Takanobu Ichikawa et Masayoshi Ōkawa
    - Assistants ingénieur : Kenzi Matsunaga, Kageko Yamashita
- Enregistrement de la narration : First Sounds
- Production musicale
  - Producteur : Keiichi Suzuki
  - Composition : Keiichi Suzuki et Kenji Iino
  - Arrangement : Keiichi Suzuki, David Bedford, Dave Gregory (XTC) et Kenji Iino
  - Chants : Keiichi Suzuki, Yumi Kikuchi et Seito Morimoto
  - Chœur : International Hooligans
  - Coordination de la coopération : Misako Noda, Yosuke Kakegawa et OR.UK
- Studio d'enregistrement
  - Free Studio Shibuya
    - Ingénieur du son : Hitoshi Terada
    - Manipulation : Yukio Toki
    - Ingénieur assistant : Yuji Kano

  - Abby Road Studio London
    - Ingénieur du son : Glen Tommy
    - Ingénieur assistant : Andrew Hotmitz
- Studio de mixage
  - Studio Jive
    - Ingénieur du son : Hitoshi Terada
    - Assistant ingénieur : Masashi Yanagisawa
- Musiciens : Keiichi Suzuki, Dave Gregory, David Bedford Orchestra, Covent Garden Quartet, Minako Kubota, Hiroyasu Yaguchi, Yuki Komazawa, Koichi Matsuda, Masahiro Takekawa, Kaoru Hoshikawa, Makoto Sato, Junro Sato, Kanji Ishii
- Production d'effets sonores : Image Factory
- Studio de mixage final
  - Studio GD
  - Wander Station Yoyogi
    - Ingénieurs du son : Masayoshi Okawa et Takanobu Ichikawa
    - Ingénieurs assistant : Wada Yukiyasu et Inoue Asaya
- Conversion des données : Takehana Naoya
- Remerciements : Merry-go-round, Tani Promotion, Oncle F, Komusu Shift, Bug Point, Gekidan Nihon Jidō, OR, Sparks, Hariom, New Friends, First Smile Entertainment

## Particularités

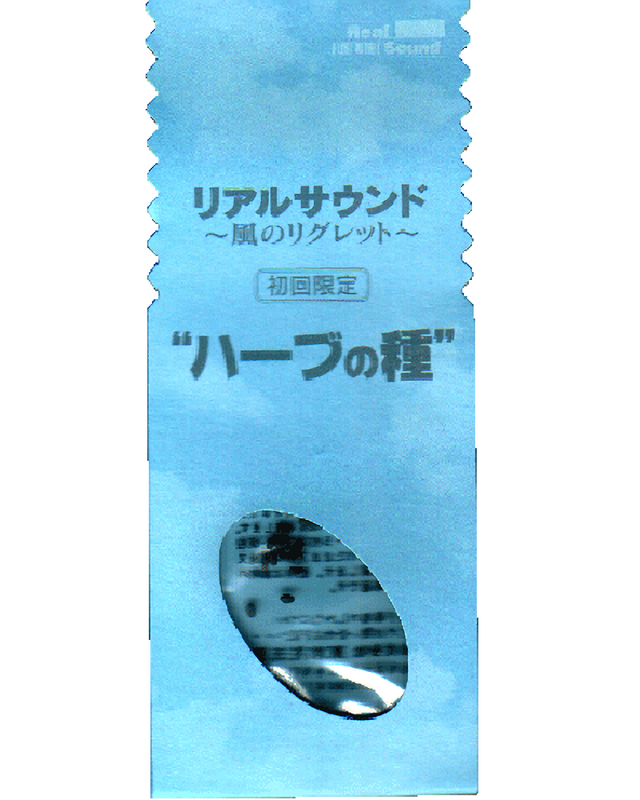
Un sachet de « graines d'herbe » accompagnant Kaze no Regret

Bien que le jeu ait connu des ventes médiocres, il est devenu une sorte de pièce de collection en raison de la popularité culte des autres titres d'Iino. La diversité des émotions qu'évoque le jeu — un coup caractéristique pour lequel Iino était connu — est un autre facteur qui contribue à la popularité du jeu. Kaze no Regret était également une curiosité du fait qu'il se vendait avec des cartes en braille, un sachet de « graines d'herbe » (ハーブの種) et une boîte extra transparente avec un motif de nuage,.
Pour faire en sorte que les joueurs atteints de troubles de la vue puissent y jouer pleinement, ceux qui le désiraient pouvaient recevoir un manuel du jeu complet imprimé en braille, distribué par la poste.
Lors du port au Dreamcast, Iino tenait à utiliser les fonctionnalités de cette nouvelle console, mais ne voulait pas faire marche arrière au principe du jeu qui était d'offrir un accès égal aux joueurs voyants et aveugles; c'est alors que venu l'idée d'utiliser le Puru Puru Pack (ぷるぷるパック, appelé Vibration Pack en Europe) du Dreamcast pour faire vibrer les manettes. Ainsi, la vibration au cours de l'histoire est minutieusement placée pour donner une nouvelle perception sensorielle qui est partagée par les joueurs voyants et aveugles.
Lorsque Iino a rencontré des joueurs aveugles pour leur demander leur avis de Kaze no Regret, il se rendit compte que du fait qu'ils étaient habitués de ne pas voir, les joueurs aveugles pouvaient tout autant imaginer les scènes d'un jeu sans images qu'avec un format contenant des images. C'est pourquoi un mode visuel rudimentaire a été ajouté à la version Dreamcast afin d'« accommoder » les joueurs voyants.
Real Sound ~Kaze no Regret~ est devenu l'un des jeux les plus populaires pour les aveugles au Japon, car il est l'un des rares jeux audio commercialisés créés pour les aveugles.

## Accueil
Version Sega Saturn
Dans une cross-review du magazine vidéoludique Famitsu, le pointage est 8・6・5・8 pour un total de 27 points (sur 40), d'après le vote des lecteurs de SATURN FAN dans la section « journal de jeu » (ゲーム通信簿), l'évaluation est comme suit ci-dessous, à 24.2 points (sur 30).
| Critères | Personnages | Musique | Rapport qualité-prix | Opérabilité | Engouement | Originalité | Total |
| Points   | 3.5         | 4.5     | 3.8                  | 3.8         | 3.9        | 4.7         | 24.2  |

La version Sega Saturn s'est vendue à 50 000 exemplaires.
Version Dreamcast
Dans une cross-review de Famitsu, le pointage est 7・6・6・6 pour un total de 25 points (sur 40), les critiques notaient comme avis positif que « L'imagination par le son seul crée un paysage pour chaque joueur », « En tant qu'amateur de dorama, j'ai plutôt aimé l'histoire. » et que « L'histoire est bonne, même si les intermèdes musicales s'éternisent souvent. ».
Comme avis négatif les critiques notaient que « Cette fois-ci (pour la version Dreamcast) il y a des images, mais la musique est toujours placée aléatoirement », « Personellement, ça ne m'a pas parlé », « La qualité du son n'est pas mauvaise, mais le jeu des acteurs (seiyū) était hors de la norme. La version Dreamcast offre un nouveau mode visuel optionnel, mais je déconseille de l'utiliser ».

## Suite
Le deuxième opus, Kiri no Orugōru (霧のオルゴール), a été annoncé comme ayant pour thème la peur. Alors que Kaze no Regret était un drame romantique, le rapprochement au genre d'horreur était, selon Iino, parce qu'« en tant que drame sonore, il est plus facile de travailler avec un thème de peur qu'avec un thème d'amour », c'était pourquoi il a osé sortir le difficile drame romantique en premier lieu.
Le contenu était censé durer entre 30 minutes et une heure. Il était également envisagé d'afficher des graphiques. La sortie était initialement prévue pour juin 1998, mais le projet n'a jamais abouti. Sur sa propre émission radio de Tokyo FM, Night Warp, Iino mentionne que la sortie a été reportée parce que le contractant pour la technologie de compression audio n'avait pas réussi de développer à temps. C'est pour cette raison que l'histoire qu'Iino avait envisagée est réutilisée dans le D no Shokutaku 2 (1999).
Peu après, Iino songe à se retirer du développement de jeu vidéo. Avec D no Shokutaku 2 comme son dernier jeu, il a été décidé que toute la série Real Sound serait abandonnée. Un troisième opus, sur le thème de la comédie, Spy Lunch (スパイランチ), était prévu, mais a été abandonné au même moment.
Un certain nombre de jeux d'Iino tels que Enemy Zero et D no Shokutaku 2 ont été influencés par le concept unique de Kaze no Regret. Certains ennemis dans Enemy Zero étaient invisibles et ne pouvaient être localisés que par le son, et D no Shokutaku 2 s'est également fortement inspiré de l'idée de limiter les perceptions sensorielles, en présentant des parties du jeu où le personnage est rendu aveugle (avec seulement une voix pour le guider) et alternativement sourd (avec seulement une vision pour le guider).